# Хиос (град)
Хиос (грч. Χίος) је управно средиште и највећи град грчког округа Хиос, као и истоименог острва Хиос, у периферији Северни Егеј.

## Географија
Хиос се налази у крајње источном делу грчке државе. Град је смештен у источном делу острва Хиос, у природној луци - омањем заливу, на свега 10ак километара од егејске обале Турске. Северно до града налази се брдовитији део острва, док сае на југу налази мање брдовити и плодан део.
Клима у Хиосу је средоземна, са жарким и дугим летима и благим и кишовитим зимама.

## Историја
Град Хиос је веома старо насеље, а први назнаци насељавања на њеоговом подручју вежу се за рану антику. У доба антике област Хиоса је била део подручја старе Грчке. Хиос је био један од дванаест полиса тзв. "Јонске лиге" у 7. веку п. н. е. Ово је омогућило брз развој полиса, који је међу првима ковао новац. И током Хеленистичког периода Хиос је остао важно место и на пољу образовања (позната школа говориштва) и на пољу економије (извоз надалеко познатог вина). Владавина Римљана започела је у 2. веку п. н. е. и острво је било у саставу Провинције Азије.
Средњи век обележен је дугим византијским раздобљем од 6 векова битисања на острву. То је било време мира и благостања на острву. 1204. године после пада Цариграда од стране Крсташа Хиос је привремено био под њима до 1225. године. Те године оно се припаја обновљеној Византији, али под јаким утицајем Ђенове, која постепено, током целог 14. века, преузима власт над острвом и тиме спречава најезду Турака. Власт Ђенове није била дубока и била је ослоњена на управу над лукама и спољном трговином, тако да је градско становништво било слободно у одржавању вере и јаке византијске традиције. Тада је у граду Хиосу подигнута велика тврђава, тзв. „Кастро“.
Ово мирно раздобље трајало је до 1566. године када Османско царство заузима Хиос. Турци су задржали одређени ниво месне аутономије и острво је остало једно од најимућнијих делоова целог царства. Ипак, они су извршили одређене мере против затеченог грчког становништва и то се највше осетило у граду Хиосу - Турци и Јевреји се насељавају граду-тврђавим а Грци су расељени по околини.
1822. године на острву се јављају одјеци Грчког Устанка, подигнутом у западним деловима Грчке, па се подиже буна на острву. Турски одговор је био немилосрдан - острво је освојено и поробљено, а 5/6 становништва је убијено или претворено у робље. Ова суровост Турака довела до великог занимања западне Европе за судбину Грка. Овим је уништена и острвска привреда, а нови ударац био је земљотрес 1881. године. Ово подручје поново постало део савремене Грчке тек 1913. године. После Грчко-турског рата 1923. године на острву се населило много грчких избеглица из оближње Мале Азије, а градски Турци су исељени у матицу.
Други светски рат и Грађански рат у Грчкој су тешко погодили ову област и град Хиос. Префектура је протеклих деценија била осавремењена, али то није спречило исељавање становништва из њеног већег дела, поготово из планинског подручја на северу и западу. Развој туризма спречио је одлив становништва и допринео афиримацији живота на острву. Град је током овог раздобља био поштеђен многих проблема везаних за префетуру, тј. њен сеоски део.

## Становништво
| 2011.  |
| ------ |
| 51.390 |

Хиос данас има око 25.000 становника у граду (1/2 острвског становништва) и још око 10.000 у ближој околини. Становништво су углавном етнички Грци.

## Привреда
Хиос је најважније привредно средиште острва. То је и важан туристички и управни центар у овом делу Грчке, као и дистрибутивни центар за пољпривреду околних села.
Град је и велика лука. Поред тога, град поседује и међународни аеродром, упослен највише лети током главне туристичке сезоне.